# Blofield
Blofield – wieś w Anglii, w hrabstwie Norfolk, w dystrykcie Broadland. Leży 11 km na wschód od Norwich i 166 km na północny wschód od Londynu.
Miejscowość liczy 3221 mieszkańców.